# Посольство Чехії в Україні
Посольство Чеської Республіки в Києві — офіційне дипломатичне представництво Чеської Республіки в Україні, відповідає за розвиток та підтримання відносин між Чехією та Україною.

## Історія посольства
З 1920 по 1921 р. в Україні діяли відділення репатріаційної місії Чесько-Словацької Республіки у Харкові та Києві, а також репатріаційна станція в Одесі. У 1921 р. було засновано торгові місії, а пізніше відділення представництв. Із серпня 1921 р. у Харкові діяла торгова місія (на вул. Пушкінській, 44), яку очолював відомий дипломат Йозеф Ґірса. Після підписання Тимчасової угоди між ЧСР та УРСР 6 червня 1922 р. замість існуючої місії було засновано Представництво ЧСР у Харкові із консульським відділом у Києві, яка знаходилася на вул. Хрещатик, 22 (з двору 4 поверх). З 1 жовтня 1923 р. - Представництво ЧСР у Харкові змінено на відділення Представництва ЧСР у Москві, а в лютому 1943 р. зовсім ліквідовано. Відділення Представництва ЧСР у Києві закрилося ще в лютому 1924 р. Після встановлення дипломатичних зв'язків між ЧСР та СРСР у червні 1934 р. рішенням чесько-словацького уряду з квітня 1935 р. було засновано генеральне консульство в Києві (1936-1938) (яке знаходилося у готелі Континенталь на вул. Карла Маркса, 5 , згодом на вул. Ворошилова, 30б. У Львові з грудня 1921 р. діяв консульський відділ по вул. 3 травня, 2, а з 1929 р. по вул. Корнеля Уєйського, 4). 
Після проголошення незалежності Україною 24 серпня 1991 року Чехословаччина визнала Україну 8 грудня 1991 року. 30 січня 1992 року між Україною та Чехословаччиною було встановлено дипломатичні відносини. У 1993 року після розпаду Чехословаччини на Чехію та Словаччину, в Україні було відкрите посольство Чехії. Приміщення колишнього Генерального консульства Чехословаччини у Києві поділено на дві частини, які утворили окремі Посольства Чеської Республіки та Словацької Республіки. Посольство ЧР знаходиться у задній частині будови і має адресу Ярославів Вал 34а. У 2001 році, у зв’язку із запровадженням візового режиму для громадян України до Чехії, було відкрито окремий консульський відділ Посольства за адресою Богдана Хмельницького 58. У 2004 році для мешканців та чеських відвідувачів західного регіону України було відкрито Генеральне консульство Чеської Республіки у Львові, а у 2007 - Генеральне консульство ЧР в Донецьку для східного регіону, яке було закрите у 2014 році. Діють почесні консульства Чехії в Дніпрі та Ужгороді. Окремо, однак у співпраці з Посольством ЧР, діє Чеський центр у Києві, який займається співпрацею Чехії з Україною у галузі культури, проводить виставки, курси чеської мови, має бібліотеку тощо.

## Посли Чехії в Україні
1. Вацлав Бенеш (Václav Beneš) (1922—1927), представник
2. Роберт Гаренчар (Róbert Harenčár) (1992—1993), тимчасовий повірений
3. Павел Маша (Pavel Máša) (1993—1997), посол
4. Йозеф Врабець (Jozef Vrabec) (1997—2002)
5. Карел Штіндл (Karel Štindl) (2002—2007)
6. Ярослав Башта (Jaroslav Bašta) (2007—2010)
7. Вітезслав Півонька (Vítězslav Pivoňka) (2010—2011), тимчасовий повірений
8. Іван Почух (Ivan Počuch) (2011—2016)
9. Зденька Цайсова (Zdenka Tsaisova) (2016—2017)[2], тимчасовий повірений
10. Радек Матула (Radek Matula) (2017-2023)
11. Радек Пех (Radek Pech) (2023-)[3]

## Генеральні консульства

### Генеральне консульство ЧССР у Києві
1. Рудольф Брабець (Rudolf Brabec) (1936—1938)[4]
2. Рудольф Шміц (Rudolf Schmitz) (1956—1962)[5].
3. Йозеф Горак (Josef Horak) (1962—1968)[6]
4. Ян Малкович (Ján Malkovic) (1972—1975)[7]
5. Богуміл Поспішил (Bohumil Pospíšil) (1975—1977)[8][9]
6. Шимон Ліцишин (Šimon Litsyshyn) (1977—1979)[10]
7. Олдржіх Могельський (Oldřich Mohelsky) (1979—1982)[11]
8. Юрай Варголік (Jurai Varholík) (1982—1986)[12]
9. Зденек Гумл (Zdeněk Huml) (1986—1990)[13].
10. Станіслав Гінар (Stanislav Hýnar) (1990—1992)

### Генеральне консульство Чехії у Львові
- Генеральне консульство Чеської Республіки у Львові[14]
- вул. Антоновича, 130, 79 057 м. Львів
- Генеральні консули Чехії у Львові

1. Франтішек Штиліп (Štylip František) (1921—1928)[15]
2. Ян Їрасек (Jan Jirásek) (1928—1934)[16]
3. Вацлав Чех (Václav Čech) (1934—1937),
4. Карел Махачек (Karel Macháček) (1937—1939)[17]
5. Мілан Яндер (Milan Jander) (2003—2007)[18]
6. Ладіслав Граділ (Ladislav Hradil) (2007—2009)[19][20]
7. Давід Павліта (David Pavlita) (2009—2013)[21][22]
8. Мірослав Кліма (Miroslav Klíma) (2013—2016)[23]
9. Павел Пешек (Pavel Pešek) (2016—)[24]

### Генеральне консульство Чехії в Донецьку
- Генеральне консульство Чеської Республіки в Донецьку (2007—2014)[25]

1. Антонін Мургаш (Antonín Murgaš) (2007—2011)[26]
2. Ондрей Моравек (Ondřej Moravec) (2011—2014)[27]